# ارزش سازگاری

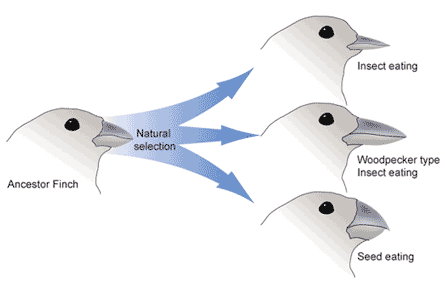
نوعی که بتواند به بهترین وجه با محیط اطراف خود سازگار شود، زنده خواهد ماند.

ارزش سازگاری (انگلیسی: Adaptive value) نشان دهنده تأثیر ترکیبی همه عامل‌هایی است که بر سازگاری یک فرد یا جمعیت تأثیر می‌گذارد. ارزش سازگاری یک مفهوم اساسی از ژنتیک جمعیت است. ارزش سازگاری نشان‌دهنده سودمندی یک ویژگی است که می‌تواند به یک موجود زنده کمک کند تا در محیط خود زنده بماند. این صفت ارثی که می‌تواند به فرزندان کمک کند تا با محیط یا شرایط جدید کنار بیایند، کمیتی قابل اندازه‌گیری است. اندازه‌گیری ارزش سازگاری درک ما را از این که چگونه یک ویژگی به شانس بقای فرد یا جمعیت در مجموعه‌ای از شرایط خاص کمک می‌کند، افزایش می‌دهد.